# Gynoplistia notabilis
Gynoplistia notabilis är en tvåvingeart som beskrevs av Alexander 1926. Gynoplistia notabilis ingår i släktet Gynoplistia och familjen småharkrankar. Inga underarter finns listade i Catalogue of Life.